# Alison Knowles (artystka)
Alison Knowles (ur. 1933 w Nowym Jorku) – amerykańska artystka intermedialna, członkini ruchu Fluxus, autorka grafik, instalacji, asamblaży, obiektów, happeningów, utworów dźwiękowych.
Jej twórczość jest charakterystyczna dla środowiska Fluxusu, jego poetyki, poczucia humoru. Tworzy, jak większość artystów tego ruchu korzystając z różnych mediów sztuki: wizualnych muzycznych, literackich.